# Таматоа III
Таматоа III (фр. Tamatoa III; 1757 — 10 июля 1831 года) — вождь острова Раиатеа, с 1820 года король Раиатеа и Тахаа (острова в составе островов Общества) начало правления — 1820 год, окончание правления — 1831 год.

## Биография
Принц У'уру, или Ветеа-ра'и-ауру родился в 1757 году. Он был сыном принца Тери’и-ви-теараи Рофа’и и внуком вождя Таматоа II. Во время визита капитана Кука в 1773 году принц У'уру занимал пост высокого начальника и имел титул Опоа на острове Райатеа. После смерти вождя Таматоа II в 1803 году он правил под именем Таматоа III. Таматоа III провел ряд военных компаний в результате которых был захвачен остров Тахаа. В 1820 году он провозгласил себя королем Раиатеа и Тахаа. Умер Таматоа III 10 июля 1831 года. Ему унаследовал его внук принц Мое-Тереи Тино-руа Те-арии Нохо-раи, который правил под именем Таматоа IV.